# Jorge Dueñas de Galarza
Jorge Dueñas de Galarza (geboren am 16. Oktober 1962 in Bilbao) ist ein spanischer Handballtrainer, der zuvor als Handballspieler auf der Spielposition Torwart aktiv war.

## Spieler
Jorge Dueñas spielte ab 1981 Handball. Er war als Torwart für die spanischen Erstligisten Michelín Valladolid, CD Cajamadrid, CD Naranco und CD Villa de Avilés sowie für Zweitligisten aus Leganés, die Claretiner und für den CD Iberduero aktiv; bei CD Iberduero beendete er im Jahr 1995 seine aktive Karriere.

## Trainer
Seine erste Station als Handballtrainer war im Jahr 1995 der CD Iberduero, dem Verein, bei dem er seine Spielerkarriere beendet hatte. Mit diesem Verein schaffte er im ersten Jahr den Aufstieg in die División de Honor B. In der Folge arbeitete er auch mit der RFEBM zusammen und betreute den weiblichen Handballnachwuchs. Er erhielt 1996 ein Angebot vom JD Arrate, dessen Frauenteam er zunächst bis 1998 betreute. Von 1998 bis 1999 war er Trainer bei Corteblanco Bidebieta, anschließend wieder bei JD Arrate, mit dessen Männerteam er im Jahr 2000 in die División de Honor B und im Jahr 2003 in die Liga Asobal aufstieg. Von 2005 bis 2006 trainierte er die Frauen des Vereins Balonmano Zuazo in der División de Honor.
Im Oktober 2007 wurde Dueñas zum Nachfolger von Miguel Ángel Florido in der spanischen Nationalmannschaft der Frauen. Sein erstes großes Turnier mit Spaniens Auswahl war die Weltmeisterschaft 2007. Bei der Europameisterschaft 2008 gewann das von ihm betreute Team die Silbermedaille, ebenso bei der Europameisterschaft 2014. Den dritten Platz erreichte die Mannschaft bei der Weltmeisterschaft 2011. Auch bei den Olympischen Spielen 2012 kam die Auswahl auf Platz 3. Sein Vertrag mit dem spanischen Verband endete im Dezember 2016; im Jahr 2017 wurde er als Nationaltrainer der spanischen Auswahl abgelöst. In mehr als 218 Länderspielen betreute er das Team.
Dueñas war bis August 2017 Trainer der spanischen Juniorinnen.
Ab August 2017 war er Chefcoach der brasilianischen Frauennationalmannschaft. Nach den Olympischen Spielen 2021 endete sein Vertrag mit dem brasilianischen Verband.
Der slowakische Handballverband verpflichtete Dueñas im Februar 2022 als Cheftrainer der Nationalauswahl des Landes bis zum 31. Dezember 2024.

## Ausbildung
Dueñas ist Absolvent der Instituto Nacional de Educación Física (INEF).

## Ehrungen
Jorge Dueñas wurde nach den Olympischen Spielen in London 2012 von Pasaporte Olímpico als bester Trainer ausgezeichnet.

## Privates
Ein Bruder von Dueñas ist ebenfalls Handballspieler und Handballtrainer.